# Paul-René Lombard-Latune
Paul René Élisabeth Lombard-Latune (2 avril 1765, Crest - 15 novembre 1829, Crest), est un homme politique français.

## Biographie
Paul-René-Élisabeth Lombard-Latune naît le 2 avril 1765 à Crest et est baptisé le lendemain. Il est le fils de Joseph René Lombard de La Tune, négociant et échevin, et de son épouse, Madeleine Olléon.
En 1806, il achète les anciennes papeteries de Mirabel-et-Blacons. En collaboration avec son frère, Barthélemy Lombard-Latune, il relance avec succès l'industrie du papier dans la région. L'entreprise Latune et Compagnie obtient la médaille de bronze à l'exposition des produits de l'industrie française de 1823.
Négociant à Crest, il est élu représentant à la Chambre des Cent-Jours par l'arrondissement de Die le 21 mai 1815 jusqu'au 13 juillet 1815. La chambre a été dissoute par ordonnance de Louis XVIII. Il se fit peu remarquer pendant cette courte législature, et n'appartint pas à d'autres assemblées[réf. nécessaire].
En 1817, il devient adjoint au maire de Crest. Il est nommé (par le préfet) maire de Crest en 1820 et exerce ses fonctions jusqu'à sa mort, survenue le 15 novembre 1829 à Crest.

## Pour en savoir plus